# رجینا کاساندرا
رجینا کاساندرا (انگلیسی: Regina Cassandra؛ زادهٔ ۱۳ دسامبر ۱۹۸۸ یک هنرپیشه اهل هند است. وی از سال ۲۰۰۵ میلادی تاکنون مشغول فعالیت بوده‌است.
او در فیلم‌های این حسی است، ترس و رهبر زن بازی کرده‌است.